# Río Mantash
El río Mantash es un río de Armenia, un afluente del río Akhurian, el cual a su vez es afluente del río Aras, y este es el principal afluente del río Kurá. Discurre al noroeste de Ereván, por la provincia de Shirak, al noroeste del país.